# Río Lajitas
El río Lajitas es un curso natural de agua que nace en las faldas del volcán Los Patos en el límite fronterizo de Chile con Argentina y fluye con dirección oeste hasta desembocar en el río Ciénaga Redonda.

## Trayecto
Nace en el volcán Los Patos en la cordillera de los Andes y fluye hacia el oeste hasta desembocar en el río Ciénaga Redonda.

## Caudal y régimen
El caudal del río es escaso

## Historia
Luis Risopatrón lo describe en su Diccionario Jeográfico de Chile en 1924 sobre el río:: 238 
Lajitas (Rio). Nace en las faldas W del cordón limitáneo con la Arjentina, corre hácia el W i se seca antes de váciarse en el cauce de Barros Negros, tributario del salar de Maricunga; el cajón tiene pasto, es bastante áspero, en partes mui estrecho i presenta lajas de lavas o traquitas en bancos i estratificaciones i fonolita esquitosa con cristales de anfíbola en su desembocadura. 98, I, p. 68 i carta de San Román (1892); 117, p. 94 i 126; 134; 156; i 161, II, p. 34; i quebrada Las Lajas en 161, I, p. 189.